# 乙酰胂胺
乙酰胂胺又称阿西太松、醋氨胂等，是一种抗感染药，对阿米巴原虫等原虫有杀灭的作用，用于治疗急性阿米巴痢疾、滴虫病、阴道鞭毛滴虫病。
1921年由巴斯德研究所的埃内斯特·富尔诺发现，并以商品名Stovarsol进行售卖。乙酰胂胺曾经以口服的形式进行给药，因为毒性原因，后改为栓剂的形式进行局部给药。乙酰胂胺也是合成另一种抗阿米巴感染药物胂硫醇的原料。乙酰胂胺于1997年8月12日从美国市场撤销。

## 医疗用途
乙酰胂胺曾经被用于治疗梅毒、阿米巴病、热带肉芽肿（雅司病）、昏睡病和疟疾。也可用于治疗阴道滴虫病和白色念珠菌感染。口服给药可以治疗肠道阿米巴感染，以栓剂的形式可治疗直肠炎或阴道滴虫感染。乙酰胂胺为早期抗滴虫药，如今已被甲硝唑等硝基咪唑类药物取代。

## 作用机制
乙酰胂胺的作用机制尚未完全探明，推测其与寄生虫中的含巯基的蛋白质发生结合，产生致命的As-S键来毒杀寄生虫。

## 药代动力学与毒性
乙酰胂胺中含有五价砷基团，使得其具有抗原虫和驱虫特性，乙酰胂醇中的砷主要通过尿液排出。服用乙酰胂醇后，尿液中的砷含量接近毒性范围，一些报告表明，砷的代谢可能对生理造成危害。也有报告表明乙酰胂胺会对眼睛产生影响，例如视神经炎和视神经萎缩等。

## 合成
由3-硝基-4-羟基苯胂酸经还原制得3-氨基-4-羟基苯胂酸，随后在碱性条件与乙酐反应进行乙酰基化，可制得粗乙酰胂胺。经重结晶等纯化步骤可制得医药级乙酰胂胺。